# Gertrud Morgner
Gertrud Morgner, geborene Müller (* 8. August 1887 in Gera; † 20. Juli 1978 in Berlin) war eine deutsche Politikerin. Sie war Mitbegründerin der KPD in Jena.

## Leben und Leistungen
Gertrud Müller, Tochter eines Webers, erlernte den Beruf der Schneiderin. 1907 heiratete sie den Gewerkschafter und Sozialdemokraten Edwin Morgner (1884–1943). Im selben Jahr kam ihre Tochter Hildegard zur Welt. 1909 übersiedelte die Familie nach Jena. 
1909 trat Gertrud Morgner der SPD bei. Von 1909 bis 1913 war sie Mitglied des Ortsvorstandes und Leiterin der SPD-Frauenabteilung in Jena. Während des Ersten Weltkrieges organisierte sie Flugblattaktionen sowie Frauendemonstrationen und wurde wegen antimilitaristischer Propaganda aus der SPD ausgeschlossen. 1916 wurde sie Mitglied der Spartakusgruppe und 1917 der USPD. Im November 1918 wurde Morgner zur Zweiten Vorsitzende des Arbeiter- und Soldatenrates in Jena gewählt. 
Ende November 1918 gründete sie in Jena einen Hausfrauenrat, der von den Gewerkschaften anerkannt wurde und „Sitz und Stimme im örtlichen Gewerkschaftskartell“ erhielt.
Gemeinsam mit ihrem Ehemann nahm sie am Gründungsparteitag der KPD (30. Dezember 1918 – 1. Januar 1919) in Berlin teil. Edwin Morgner war Mitglied im Arbeiterrat bei Carl Zeiss Jena, beide gründeten im Januar 1919 im Gewerkschaftshaus „Zum Löwen“ die KPD-Ortsgruppe Jena. Morgner gehörte dem Vorstand der KPD-Ortsgruppe Jena an, zeitweilig war sie auch Mitglied der KPD-Bezirksleitung Thüringen. 
Wegen ihrer Beteiligung an den Märzkämpfen in Mitteldeutschland 1921 gesucht – sie war Mitglied des „Revolutionskomitees“ in Thüringen gewesen, ging sie nach Berlin in die Illegalität. Nach einer Amnestie übte sie von 1922 bis 1926 in Berlin Funktionen in der Reichsfrauenleitung der KPD aus und wirkte als Propagandistin des ZK. Von 1927 bis 1929 war Morgner Sekretärin und Lebensgefährtin des KPD-Reichstagsabgeordneten Emil Höllein (1880–1929). Anschließend leitete sie eine KPD-Betriebszelle. 

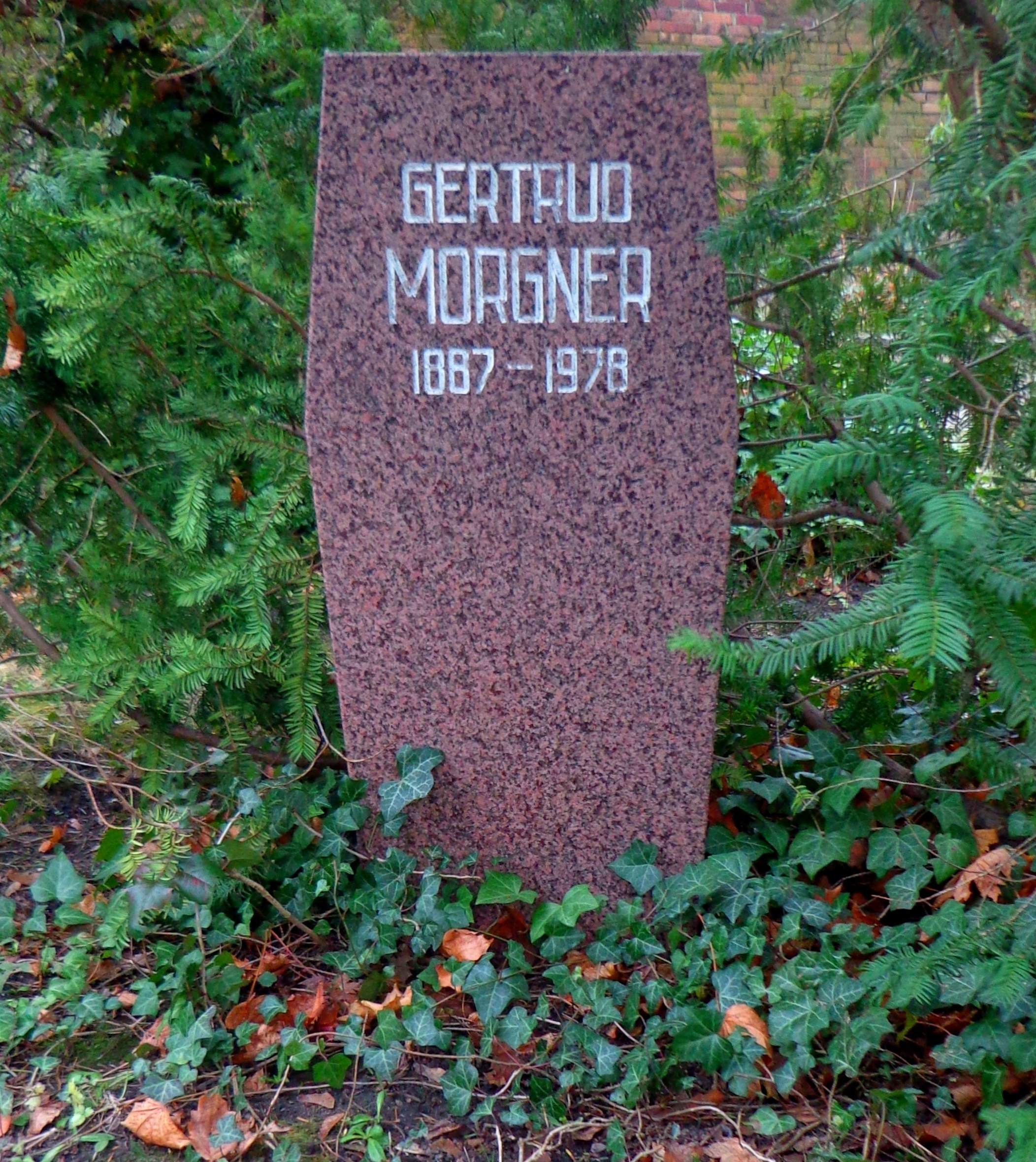
Grabstätte

Im März 1932 reiste sie mit ihrem Ehemann, Edwin Morgner, in die Sowjetunion. Sie wurde Leiterin des Frauenaktivs der Ausländerabteilung in Moskau und Mitglied der KPdSU. Ab Juni 1941 war sie Redakteurin am Moskauer Rundfunk, aber nach der Verhaftung ihres Ehemannes durch das NKWD im September 1941 wurde sie aus der KPdSU ausgeschlossen und später nach Kasachstan evakuiert. Sie arbeitete dort als Schneiderin in der Siedlung Ossakarowka. Sie erfuhr erst 1949, dass ihr Mann bereits am 31. Januar 1943 verstorben sei. 
Im Mai 1954 kehrte sie in die DDR zurück und wurde Mitglied der SED. Morgner wirkte im Demokratischen Frauenbund Deutschlands, in der Nationalen Front und im Friedensrat. In der DDR wurde sie als Parteiveteranin geehrt, ihr Schicksal und das ihres Mannes in der Sowjetunion jedoch verschwiegen. Sie lebte zuletzt im Veteranenheim des ZK der SED in Berlin-Köpenick. 
Gertrud Morgner starb am 20. Juli 1978 und wurde in der Grabanlage „Pergolenweg“ auf dem Zentralfriedhof Friedrichsfelde in Berlin-Lichtenberg beigesetzt.

## Auszeichnungen
- Morgner erhielt am 4. Januar 1959 die Ehrenbürgerwürde der Stadt Jena.
- Vaterländischer Verdienstorden in Gold (1972)
- Ehrenspange zum Vaterländischen Verdienstorden in Gold (1977)